# Acineta chrysantha
Acineta chrysantha е вид епифитна орхидея, открита в Централна Америка – в горите на Гватемала, Салвадор, Коста Рика и Панама на надморска височина от около 1300 м над морското равнище.
Родът Acineta включва 20 вида.

## Описание
Acineta chrysantha е голямо растение с дълъг живот. Има ярко маслинено зелени на цвят листа. Предпочита топъл пред студен климат. Има псевдолуковица, яйцевидна до цилиндрична. Съцветието цъфти през пролетта и началото на лятото във висяща китка с дължина 70 см и с 20 до 30 цветя с дължина 6 см. Има мирис на ванилия.